# Канютинское сельское поселение
Канютинское сельское поселение — упразднённое муниципальное образование в составе Холм-Жирковского района Смоленской области России.
Административный центр — станция Канютино.
Образовано Законом от 28 декабря 2004 года. Упразднено Законом Смоленской области от 20 декабря 2018 года с включением всех входивших в его состав населённых пунктов к 1 января 2019 года в Лехминское сельское поселение.

## Географические данные
- Общая площадь: 104,24  км²
- Расположение: центральная часть Холм-Жирковского района
- Граничит:
  - на севере — с  Никитинским сельским поселением
  - на северо-востоке — с  Печатниковским сельским поселением
  - на востоке — с  Лехминским сельским поселением
  - на юге — с Игоревским сельским поселением
  - на западе — с  Томским сельским поселением
- Крупные реки: Луковка, Канютинка.
- По территории поселения проходит железная дорога Дурово — Владимирский Тупик, имеется станции: Канютино.

## Экономика
Сельхозпредприятия, магазины, лесозаготовка и лесопереработка.

## Население
| 2007 | 2011 | 2012 | 2013 | 2014 | 2015 | 2016 |
| ---- | ---- | ---- | ---- | ---- | ---- | ---- |
| 425  | ↗430 | ↘422 | ↘418 | ↘417 | ↘407 | ↘400 |
| 2017 | 2018 | 2019 |      |      |      |      |
| ↗401 | ↘381 | ↘366 |      |      |      |      |

## Населённые пункты
На территории поселения находятся 3 населённых пункта:
- Канютино, станция
- Канютино, деревня
- Холмы, деревня